# Capitulació (pel·lícula)
Capitulació (títol original: Surrender) és una pel·lícula de comèdia estatunidenca de 1987 escrita i dirigida per Jerry Belson. És protagonitzada per Sally Field, Michael Caine, Steve Guttenberg, Peter Boyle, Iman i Jackie Cooper en el seu darrer paper cinematogràfic. Està doblada al català.

## Argument
Un escriptor adinerat, que ha tingut terribles experiències amb promeses i exmullers amb fam de diners, es fa passar per un novel·lista arruïnat, per veure si la dona que estima el vol per a ell o només pels seus diners.

## Repartiment
- Sally Field com Daisy Morgan
- Michael Caine com Sean Stein
- Steve Guttenberg com Marty
- Peter Boyle com Jay
- Jackie Cooper com Ace Morgan, el pare de Daisy
- Julie Kavner com Ronnie
- Louise Lasser com Joyce
- Iman com Hedy

## Rodatge
Gran part de la pel·lícula es va rodar a Stateline, Nevada, el novembre de 1986.